# آرچیش
آرچیش (به لاتین: Archiș) یک منطقهٔ مسکونی در رومانی است که در شهرستان آراد واقع شده‌است.